# Marija Mitrović
Marija Mitrović (srbsko Марија Митровић), slovensko-srbska literarna zgodovinarka, prevajalka, urednica, * 24. marec 1941, Surčin (pri Beogradu), Jugoslavija.

## Življenjepis
Marijin oče Leopold, rojen v Šempasu, je pobegnil iz fašistične Italije in našel delo blizu Zagreba, kjer se je poročil z Marijo Tepeš. Leta 1938 sta se preselila v Beograd, kjer so bile boljše politične razmere in možnosti za iskanje dela. V bližini današnjega letališča Surčin sta si ustvarila družino. Marija se jima je rodila kot druga hči. Osnovno šolo je končala v Boljevcih, gimnazijo in filološko fakulteto pa v Beogradu, kjer je leta 1963 diplomirala iz obče in jugoslovanske književnosti. Magistrirala je leta 1965 in doktorirala leta 1974 z disertacijo Ivan Cankar in književna kritika. V študijskem letu 1964/1965 je bila na specializaciji v Ljubljani. Od leta 1965 je bila asistentka za slovensko književnost na filološki fakulteti v Beogradu. V študijskem letu 1969/1970 in 1970/1971 je bila lektorica za srbohrvaški jezik na Università degli Studi v Milanu, leta 1979/1980 pa v Združenih državah Amerike. Od leta 1990 je bila redna profesorica za slovensko književnost na filološki fakulteti v Beogradu. Zaradi vojnih razmer je leta 1993 zapustila Beograd in odšla v Trst, kjer pa ji niso priznali vseh akademskih nazivov. Leta 2000 je v Rimu zmagala na razpisu za rednega profesorja in začela poučevati južnoslovanske književnosti na Univerzi v Trstu, Fakulteti za književnost in filozofijo. Predava hrvaško književnost in srbsko književnost. Govori srbohrvaški, slovenski, angleški, italijanski in nemški jezik.

## Dela
Prvi tiskani članek Sedam savremenih slovenačkih pesnika je objavila v publikaciji Vidici (84/85, 1964), sledilo je 
veliko člankov, kritik, poročil, prevodov ... v revijah, časopisih in drugih publikacijah.
Od leta 1968 do 1991 je delala v redakciji časopisa Književna istorija.
Prevajala je slovensko literaturo v srbščino, mdr. Alojza Gradnika, Edvarda Kocbeka (1983), Vena Tauferja (1985), Daneta Zajca (1988); tudi literarno zgodovino, filozofijo, esejistiko.
Sestavila je antologijo slovenske kratke proze Suvremena kratka proza (1977) (COBISS), esej Mogućnosti čitanja (1978), Antologija suvremene slovenačke poezije (1988) (COBISS).
Objavljala je knjižne izbore slovenskih piscev s spremnimi besedami (Janko Kersnik, Ivan Cankar, Prežihov Voranc, Svetlana Makarovič, Taras Kermauner, Dušan Pirjevec).
Napisala je učbenik Pregled slovenačke književnosti, ki je izšel tudi v nemščini: Geschichte der slowenischen Literatur (2001).
Od leta 1976 je članica Udruženja književnih prevodilaca Srbije.
Prejela je priznanji: Povelja za uzajamno prevođenje Saveta društva i udruženja prevodilaca jugoslavije (1978) in priznanje Društva slovenskih pisateljev ter nagrado »Miloš N. Đjurić« za prevod iz slovenske zbirke pesmi D. Zajca Zaklinjanja (1988).

## Izbrane knjige
- Ivan Cankar i književna kritika. Koper, Beograd, 1976 (COBISS)
- Sul mare brillavano vasti silenzi. Immagini di Trieste nella letteratura serba. Trst, 2004 (COBISS)
- Geschichte der slowenischen Literatur: von den Anfängen bis zur Gegenwart. Celovec, Ljubljana, Dunaj, 2001 (COBISS)
- Svetlosti i senke: Kultura Srba u Trstu. Uredila in  uvodno besedo napisala (str. 7-60) M. Mitrović. Beograd: Clio, 2007.
- Ivo Andrić, La storia maledetta: Racconti triestini. Uvodno besedo “Andrić e l’Italia” (str. I-XIII) napisala M. Mitrović. Milano: Mondadori, 2007.

## Zadnji članki
- Belgrado nella mappa letteraria serba. Le Capitali nei Paesi dell'Europa Centrale e Orientale. Le capitali nei paesi dell'Europa centrale e orientale, centri politici e laboratori culturali, Napoli, 3-5 marzo 2005. Vol. 1. Napoli, 2007. 159-176.
- L'immagine letteraria delle città di Belgrado, Zagabria, Sarajevo e Lubiana. Gli studi slavistici in Italia oggi. IV Congresso Italiano di Slavistica, Udine, 20-23 settembre 2006. Vol. 1. Udine: Forum, 2007. 87-100.
- Josip Juraj Strossmayer u novim italijanskim istorijama Crkve. Josip Juraj Strossmayer. Hrvatska, Ekumenizam, Europa. Krakow, 2007. 241-256.